# Liste des résolutions du Conseil de sécurité des Nations unies adoptées en 1974
Les résolutions du Conseil de sécurité des Nations unies sont les décisions qui sont votées par le Conseil de sécurité des Nations unies.
Une telle résolution est acceptée si au moins neuf des quinze membres (depuis le 17 décembre 1963, 11 membres avant cette date) votent en sa faveur et si aucun des membres permanents qui sont la Chine, les États-Unis, la France, le Royaume-Uni et l'Union soviétique (la Russie depuis 1991) n'émet de vote contre (qui est désigné couramment comme un veto).

## Résolutions 345 à 366
- Résolution 345 : langue chinoise au Conseil de sécurité (adoptée le 17 janvier 1974).
- Résolution 346 : Égypte-Israël (adoptée le 8 avril 1974).
- Résolution 347 : Israël-Liban (adoptée le 24 avril 1974).
- Résolution 348 : Iran-Irak (adoptée le 28 mai 1974).
- Résolution 349 : Chypre (adoptée le 29 mai 1974).
- Résolution 350 : Israël-République arabe syrienne (adoptée le 31 mai 1974).
- Résolution 351 : nouveau membre : Bangladesh (adoptée le 10 juin 1974 lors de la 1776e séance).
- Résolution 352 : nouveau membre : Grenade (adoptée le 21 juin 1974 lors de la 1778e séance).
- Résolution 353 : la résolution demande aux pays garants de la Constitution et de l'indépendance chypriote : la Grèce, la Turquie et le Royaume-Uni, d'entrer immédiatement en négociations pour rétablir la paix sur l'île, à la suite de l’intervention militaire turque. (adoptée le 20 juillet 1974).
- Résolution 354 : Chypre (adoptée le 23 juillet 1974).
- Résolution 355 : Chypre (adoptée le 1er août 1974).
- Résolution 356 : nouveau membre : Guinée-Bissau (adoptée le 12 août 1974 lors de la 1791e séance).
- Résolution 357 : Chypre (adoptée le 14 août 1974).
- Résolution 358 : Chypre (adoptée le 15 août 1974).
- Résolution 359 : Chypre (adoptée le 15 août 1974).
- Résolution 360 : Chypre (adoptée le 16 août 1974).
- Résolution 361 : (adoptée le 30 août 1974).
- Résolution 362 : Égypte-Israël (adoptée le 23 octobre 1974).
- Résolution 363 : Israël-République arabe syrienne (adoptée le 29 novembre 1974).
- Résolution 364 : Chypre (adoptée le 13 décembre 1974).
- Résolution 365 : Chypre (adoptée le 13 décembre 1974).
- Résolution 366 : Namibie (adoptée le 17 décembre 1974).